# 貝爾梅克河 (默訥河支流)
51°26′25.96″N 8°33′22.58″E / 51.4405444°N 8.5562722°E
貝爾梅克河（德語：Bermecke），是德國的河流，位於該國西部，處於北萊茵-威斯特法倫州，屬於默訥河的左支流，河道全長4.7公里，流域面積4.4平方公里。